# Hoplopsis
Hoplopsis is een geslacht van vliesvleugeligen uit de familie Encyrtidae. De wetenschappelijke naam van dit geslacht is voor het eerst geldig gepubliceerd in 1889 door De Stefani.

## Soorten
Het geslacht Hoplopsis omvat de volgende soorten:
- Hoplopsis cristulata De Santis, 1972
- Hoplopsis minuta (Fabricius, 1793)